# Stanisław Dunin-Borkowski
Stanisław Bolesław Dunin-Borkowski (ur. 13 kwietnia 1901, zm. 9 października 1939) – pedagog, przyrodnik, etnograf, znawca Gorców oraz Beskidu Wyspowego. Autor przewodnika po okolicach Rabki. Twórca sieci szlaków turystycznych oddziału PTT w Rabce.

## Życiorys
W 1922 roku wytyczył z Rabki-Zaryte na Luboń Wielki żółty szlak turystyczny, który w uznaniu jego zasług nazwany został Percią Borkowskiego. Zaprojektował i zabiegał o wybudowanie schroniska na Luboniu Wielkim. W latach 1933–1936 był kierownikiem tego schroniska, noszącego obecnie jego imię. Miał opinię niezrównanego gawędziarza opowiadającego przypowieści góralskie. Zdobył także uznanie jako ratownik górski. Według relacji Stanisława Pagaczewskiego, w ostatnim okresie życia cierpiał na chorobę alkoholową, która przyczyniła się do jego nagłej, przedwczesnej śmierci.
Jego imieniem 26 września 1971 nazwano Schronisko PTTK na Luboniu Wielkim.